# ااکلس میل (مریلند)
ااکلس میل (به انگلیسی: Eakles Mill) شهری در ایالت مریلند کشور ایالات متحده آمریکا است که جمعیت آن در سرشماری سال ۲۰۱۰ میلادی، ۲۷ نفر بوده‌است.